# II-12
Die II-12 (bulgarisch Републикански път ІІ-12 Republikanski pat II-12, Republikstraße II-12) ist eine Hauptstraße (zweiter Ordnung) in Bulgarien.

## Verlauf
Die Straße beginnt an der Straße erster Ordnung I-1 (Europastraße 79) (Umgehungsstraße von Widin (bulgarisch Видин)) rund 6 km vom Grenzübergang zu Rumänien (Donaubrücke 2) in Verlängerung der Ausfallstraße Schiroka von Widin und führt in nordwestlicher Richtung durch die Donautiefebene über Inowo und Gamsowo in die Grenzstadt Bregowo (bulgarisch Брегово), hinter der sie mit dem Fluss Timok die Grenze zwischen Bulgarien und Serbien überschreitet und in die serbische Hauptstraße Magistralni put 33 übergeht, die über Požarevac an die serbische Autobahn Autoput A1 südöstlich von Belgrad führt.